# ۴ جمادی‌الاول
۴ جمادی‌الاول، چهارمین روز از ماه جمادی‌الاول در تقویم هجری قمری است.
در تقویم هجری قمری قراردادی این روز صد و بیست و دومین روز سال است.

## وقایع
۶۵۷ قمری - آغاز ساخت رصدخانه مراغه (سه‌شنبه ۱۶ اردیبهشت ۶۳۸)